# Kacevac
Kacevac su naseljeno mjesto u sastavu Grada Bijeljine, Republika Srpska, BiH.

## Stanovništvo
| Kacevac            |              |
| godina popisa      | 1991.        |
| Srbi               | 340 (96,86%) |
| Muslimani          | 0            |
| Hrvati             | 0            |
| Jugoslaveni        | 1 (0,28%)    |
| ostali i nepoznato | 10 (2,84%)   |
| ukupno             | 351          |